# جان ولز (فیلم‌ساز)
جان ولز (انگلیسی: John Wells؛ زادهٔ ۲۸ مهٔ ۱۹۵۶) یک کارگردان اهل ایالات متحده آمریکا است. وی از سال ۱۹۸۷ میلادی تاکنون مشغول فعالیت بوده‌است.
از فیلم‌های او می‌توان به کازینو رویال اشاره نمود.